# Choubepur Kalan
Choubepur Kalan è una suddivisione dell'India, classificata come census town, di 8.352 abitanti, situata nel distretto di Kanpur Nagar, nello stato federato dell'Uttar Pradesh. In base al numero di abitanti la città rientra nella classe V (da 5.000 a 9.999 persone).

## Geografia fisica
La città è situata a 26° 37' 26 N e 80° 11' 28 E.

## Società

### Evoluzione demografica
Al censimento del 2001 la popolazione di Choubepur Kalan assommava a 8.352 persone, delle quali 4.344 maschi e 4.008 femmine. I bambini di età inferiore o uguale ai sei anni assommavano a 1.341, dei quali 669 maschi e 672 femmine. Infine, coloro che erano in grado di saper almeno leggere e scrivere erano 4.983, dei quali 2.783 maschi e 2.200 femmine.